# Paral·lel 77° sud
El paral·lel 77° sud és una línia de latitud que es troba a 77 graus sud de la línia equatorial terrestre. Travessa l'oceà Antàrtic i l'Antàrtida.

## Geografia
En el sistema geodèsic WGS84, al nivell de 77° de latitud sud, un grau de longitud equival a 25,121 km; la longitud total del paral·lel és de 9.044 km, que és aproximadament 22,5% de la de l'equador, del que es troba a 8.550 km i a 1.452 km del pol Sud

## Arreu del món
A partir del Meridià de Greenwich i cap a l'est, el paral·lel 77° sud passa per: 
| Coordenades                               | País. Territori o mar | Notes |
| ----------------------------------------- | --------------------- | --- |
| 77° 0′ S, 0° 0′ E / 77.000°S,0.000°E      | Antàrtida             | Terra de la Reina Maud, reclamat per Noruega · Territori Antàrtic Australià, reclamat per Austràlia · Terra Adèlia, reclamat per França · Territori Antàrtic Australià, reclamat per Austràlia · Dependència de Ross, reclamat per Nova Zelanda                                                                                                   |
| 77° 0′ S, 151° 22′ E / 77.000°S,151.367°E | Oceà Antàrtic         | Mar de Ross |
| 77° 0′ S, 148° 5′ O / 77.000°S,148.083°O  | Antàrtida             | Dependència de Ross, reclamat per Nova Zelanda · Territori no reclamat · Antàrtida Xilena, reclamat per Xile · Territori reclamat per Xile i Regne Unit (reclamacions sobreposades) · Territori reclamat per Argentina, Xile i Regne Unit (reclamacions sobreposades) · Territori reclamat per Argentina i Regne Unit (reclamacions sobreposades) |
| 77° 0′ S, 51° 6′ O / 77.000°S,51.100°O    | Oceà Antàrtic         | Mar de Weddell |
| 77° 0′ S, 31° 27′ O / 77.000°S,31.450°O   | Antàrtida             | Territori reclamat per Argentina i Regne Unit (reclamacions sobreposades) · Territori Antàrtic Britànic, reclamat per Regne Unit · Terra de la Reina Maud, reclamat per Noruega |